# ГЕС Dàhéjiā
ГЕС Dàhéjiā (大河家水电站) — гідроелектростанція на півночі Китаю у провінції Цинхай. Знаходячись між ГЕС Jīshíxiá (вище за течією) та ГЕС Бінглінг, входить до складу каскаду на одній із найбільших річок світу Хуанхе.
У межах проєкту річку перекрили комбінованою греблею висотою 46 метрів, яка включає бетонну секцію з інтегрованим у неї машинним залом та прилягаючу праворуч насипну частину. Гребля утримує водосховище з об'ємом 3,9 млн м3 і нормальним рівнем поверхні на позначці 1783 метри НРМ.
Пригреблевий машинний зал обладнали чотирма бульбовими турбінами потужністю по 35,5 МВт, які використовують напір у 9,3 метра та забезпечують виробництво 559 млн кВт·год електроенергії на рік.